# Lennart Eberson
Lennart Eugén Eberson (Malmö, Suecia, 5 de enero de 1933 – Malmö, Suecia, 1 de febrero de 2000) fue un químico sueco.
Eberson se graduó con un doctorado en 1959 en la Universidad de Lund con una tesis titulada "Estudios en la serie del ácido succínico y glutárico".Desde 1979 hasta su jubilación en 1998, fue profesor de química orgánica en la Universidad de Lund. Fue autor de varios libros, incluidos los libros de texto Introduktion till den organiska kemin (1965)y Organisk kemi (1970; segunda edición 1977). Fue elegido miembro de la Real Academia Sueca de Ciencias de la Ingeniería en 1974, y de la Real Academia Sueca de Ciencias en 1988.

## Familia
Lennart Eberson era hijo del gerente de tienda Ebbe Eberson y Margit Eberson, de soltera Fardrup. Se casó en 1957 con Anne-Marie Hansson, hija del contable Hilding Hansson y Margareta Hansson, de soltera Lundgren.